# Сіліштя (Ботошань)
Сіліштя (рум. Siliștea) — село у повіті Ботошані в Румунії. Входить до складу комуни Стеучень.
Село розташоване на відстані 368 км на північ від Бухареста, 7 км на південний схід від Ботошань, 88 км на північний захід від Ясс.

## Населення
За даними перепису населення 2002 року у селі проживали 428 осіб, усі — румуни. Усі жителі села рідною мовою назвали румунську.